# НИС ГЛОНАСС
НИС ГЛОНАСС (ПАО «Навигационно-информационные системы») — компания, занимающаяся спутниковым мониторингом транспорта, разработкой и внедрением навигационно-информационных систем. С середины 2009 по май 2012 года имела статус федерального сетевого оператора в сфере навигационной деятельности.

## История
ОАО «Навигационно-информационные системы» создано в 2007 году Федеральным космическим агентством Российской Федерации и АФК Система в целях предоставления навигационных услуг для реализации задач, стоящих перед федеральными и региональными властями.
В июле 2009 года «НИС ГЛОНАСС» получил статус федерального сетевого оператора — Правительство Российской Федерации назначило компанию единственным исполнителем заказа на установку ГЛОНАСС в принадлежащих государству машинах. Это вызвало критику ряда участников рынка спутникового мониторинга, посчитавших, что подобное решение может сильно ограничить и монополизировать рынок.
В июле 2010 года акционеры ОАО «НИС ГЛОНАСС» на встрече с Председателем Правительства Владимиром Путиным предложили законодательно запретить ввоз в Россию оборудования для навигации и мониторинга, имеющего чип GPS, без встроенного чипа отечественной системы ГЛОНАСС. При этом под запрет могло попасть не только оборудование для спутникового мониторинга и навигации, но и популярные телефоны и смартфоны, не имеющие российского аналога GPS.
25 мая 2012 года по предложению Министерства транспорта Российской Федерации Правительство приняло постановление, согласно которому статус федерального сетевого оператора был передан от «НИС ГЛОНАСС» некоммерческому партнерству «Содействие развитию и использованию навигационных технологий».

## Акционеры и руководство
Состав акционеров:
- ОАО МГТС — 90,0006%
- «НИ-Финам» — 9,9994%

Генеральный директор — Марков Дмитрий Александрович.

## Деятельность

### Показатели деятельности
В 2012 году выручка компании по РСБУ составила 2,8 млрд рублей, чистый убыток — 742,8 млн рублей.